# Klettstedt
Klettstedt is een plaats en voormalige gemeente in de Duitse deelstaat Thüringen, en maakt deel uit van de Unstrut-Hainich-Kreis.
Klettstedt telt  inwoners.
De gemeente maakte deel uit van de Verwaltungsgemeinschaft Bad Tennstedt tot Klettstedt op 1 januari 2019 opging in de gemeente Bad Langensalza.
Aschara · Eckardtsleben · Großwelsbach · Grumbach · Illeben · Klettstedt · Merxleben · Nägelstedt · Thamsbrück · Ufhoven · Waldstedt · Wiegleben · Zimmern